# サンタ・マリーア・ディ・サーラ
サンタ・マリーア・ディ・サーラ（伊: Santa Maria di Sala）は、イタリア共和国ヴェネト州ヴェネツィア県にある、人口約17,000人の基礎自治体（コムーネ）。

## 地理

### 位置・広がり

#### 隣接コムーネ
隣接するコムーネは以下の通り。括弧内のPDはパドヴァ県所属を示す。
- ボルゴリッコ (PD)
- マッサンザーゴ (PD)
- ミラーノ
- ノアーレ
- ピャニーガ
- ヴィッラノーヴァ・ディ・カンポサンピエーロ (PD)

### 気候分類・地震分類
気候分類では、zona E, 2467 GGに分類される。
また、イタリアの地震リスク階級 (it) では、zona 3 (sismicità bassa) に分類される。

## 行政

### 分離集落
サンタ・マリーア・ディ・サーラには、以下の分離集落（フラツィオーネ）がある。
- Caltana, Caselle de' Ruffi, Sant'Angelo, Stigliano, Veternigo

## 姉妹都市
- フヴァル、クロアチア 2009年